# Бівер-Веллі (Аризона)
Бівер-Веллі (англ. Beaver Valley) — переписна місцевість (CDP) в США, в окрузі Гіла штату Аризона. Населення — 226 осіб (2020).

## Географія
Бівер-Веллі розташований за координатами 34°20′35″ пн. ш. 111°18′0″ зх. д. / 34.34306° пн. ш. 111.30000° зх. д. (34.342985, -111.300023).  За даними Бюро перепису населення США в 2010 році переписна місцевість мала площу 3,90 км², з яких 3,89 км² — суходіл та 0,00 км² — водойми.

## Демографія
Згідно з переписом 2010 року, у переписній місцевості мешкала 231 особа в 101 домогосподарстві у складі 70 родин. Густота населення становила 59 осіб/км².  Було 225 помешкань (58/км²).
Расовий склад населення:
| - 95,7 % — білих - 0,9 % — азіатів - 3,0 % — осіб інших рас |

До двох чи більше рас належало 0,4 %. Частка іспаномовних становила 4,8 % від усіх жителів.
За віковим діапазоном населення розподілялося таким чином: 17,3 % — особи молодші 18 років, 56,7 % — особи у віці 18—64 років, 26,0 % — особи у віці 65 років та старші. Медіана віку мешканця становила 54,3 року. На 100 осіб жіночої статі у переписній місцевості припадало 106,2 чоловіків;  на 100 жінок у віці від 18 років та старших — 101,1 чоловіків також старших 18 років.
Цивільне працевлаштоване населення становило 80 осіб. Основні галузі зайнятості: освіта, охорона здоров'я та соціальна допомога — 36,3 %, транспорт — 35,0 %, будівництво — 16,3 %, інформація — 12,5 %.